# Thorellina
Thorellina Berg, 1899 è un genere di ragni appartenente alla famiglia Araneidae.

## Etimologia
Denominata così in onore di Tord Tamerlan Teodor Thorell, aracnologo svedese (1830-1901), descrittore dei primi esemplari rinvenuti della specie tipo.

## Distribuzione
Le due specie oggi note di questo genere sono state rinvenute in Asia sudorientale: la T. acuminata nel Myanmar e la T. anepsia in Nuova Guinea.

## Tassonomia
Il nome Thorellina fu scelto da Berg nel 1899 in sostituzione di Thoracites Thorell, 1898 in quanto già precedentemente occupato da Thoracites Fabricius, 1805, genere di ditteri riniidi.
A maggio 2011, si compone di due specie:
- Thorellina acuminata (Thorell, 1898)[3] - Myanmar
- Thorellina anepsia (Kulczynski, 1911) - Nuova Guinea